# Lusse
Lusse (deutsch Lützel) ist eine französische Gemeinde mit 361 Einwohnern (Stand 1. Januar 2022) im Département Vosges in der Region Grand Est. Sie gehört zum Arrondissement Saint-Dié-des-Vosges und zum Kanton Saint-Dié-des-Vosges-2. Die Bewohner nennen sich Lussois(es).

## Geografie
Lusse liegt rund 14 Kilometer (Luftlinie) östlich von Saint-Dié-des-Vosges im Osten des Départements Vosges an der Grenze zum Elsass. Zahlreiche Bäche und viele bewaldete Hügel sind typisch für die Gemeinde. Lusse gehört zum Gebiet des Regionalen Naturparks Ballons des Vosges.
Die Gemeinde besteht aus den beiden Siedlungen Herbaupaire und Lusse, mehreren Weilern (hameaux) sowie Einzelgehöften.
Von 1937 bis 1973 hatte die Gemeinde mit einem Bahnhof an der Bahnstrecke Sélestat–Lesseux-Frapelle Eisenbahnanschluss. Der entsprechende Abschnitt der Strecke wurde 1973 stillgelegt.

## Geschichte
Die Siedlung wurde durch Mönche aus dem Kloster Saint-Dié gegründet, die den Ort Lucila nannten. Bereits 1249 wurden fast 2000 Menschen gezählt. Grund waren die zahlreichen Minen, in denen Blei, Kupfer und Silber abgebaut wurden. Der Ort wurde wegen der vielen Bewohner dreigeteilt in Lusse-Bilistein, Lusse-Changeur und Lusse-Delot. Bis zur Französischen Revolution verwalteten verschiedene Adelsgeschlechter das Gebiet der heutigen Gemeinde. Von 1793 bis 1801 war Lusse ein Teil des Distrikts Saint-Dié. Von 1793 bis 1801 war die Gemeinde dem Kanton Bertrimoutier, von 1801 bis 1871 dem Kanton Saales zugeteilt. Danach gehörte der Ort bis 2015 zum Kanton Provenchères-sur-Fave. Verwaltungstechnisch ist Lusse zudem seit 1801 Teil des Arrondissements Saint-Dié-des-Vosges. 1871 bis 1918 war Lusse Grenzort zwischen Frankreich und Deutschland. Von März bis September 1944 wurde von den Nazis der nach Sainte-Marie-aux-Mines führende Maurice-Lemaire-Tunnel als Produktionsstätte für Flugzeugteile genutzt.

## Bevölkerungsentwicklung
| Jahr                       | 1962 | 1968 | 1975 | 1982 | 1990 | 1999 | 2006 | 2012 | 2019 |
| Einwohner                  | 523  | 509  | 559  | 460  | 424  | 446  | 444  | 445  | 395  |
| Quellen: Cassini und INSEE |      |      |      |      |      |      |      |      |      |

Die zunehmende Mechanisierung der Landwirtschaft und die zahlreichen Toten des Ersten Weltkriegs führten zu einem Absinken der Einwohnerzahlen bis auf die Tiefststände in jüngerer Zeit. Das Wachstum zwischen 1800 und 1866 ist auf die zahlreichen Arbeiterfamilien zurückzuführen, die ein Auskommen in Sainte-Marie-aux-Mines fanden. Der Anstieg zwischen 1866 und 1876 geht auf Zuwanderer aus dem Reichsland Elsass-Lothringen zurück. Der Rückgang zwischen 1911 und 1921 ist eine Folge der vielen Gefallenen des Ersten Weltkriegs und der Grippewelle von 1918.

## Sehenswürdigkeiten
- Schloss Château de Bazelaire de Lesseux aus dem Jahr 1880
- Villa Le Vieux Château aus dem 18./19. Jahrhundert
- Kirche Saint-Jean-Baptiste aus dem Jahr 1830 in Lusse
- zahlreiche Häuser im Dorfzentrum und Bauernhäuser
- Kapelle Saint-Nicolas (les Trois-Maisons)
- Kapelle Notre-Dame-Auxiliatrice (Mariahilf-Kapelle) aus dem Jahr 1860 in Basse-Merlusse
- Buddhistisches Zentrum der Tibeter
- mehrere Kreuze und Wegkreuze
- Denkmäler für die Gefallenen[2][3][4]

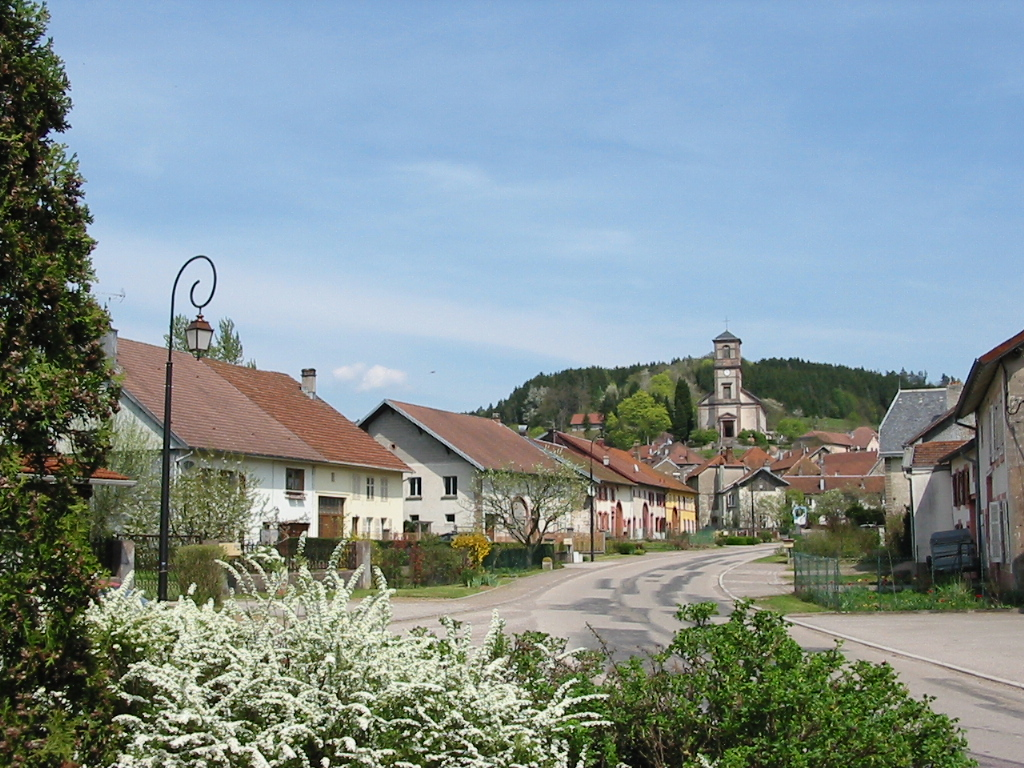
Ansicht des Dorfes Lusse
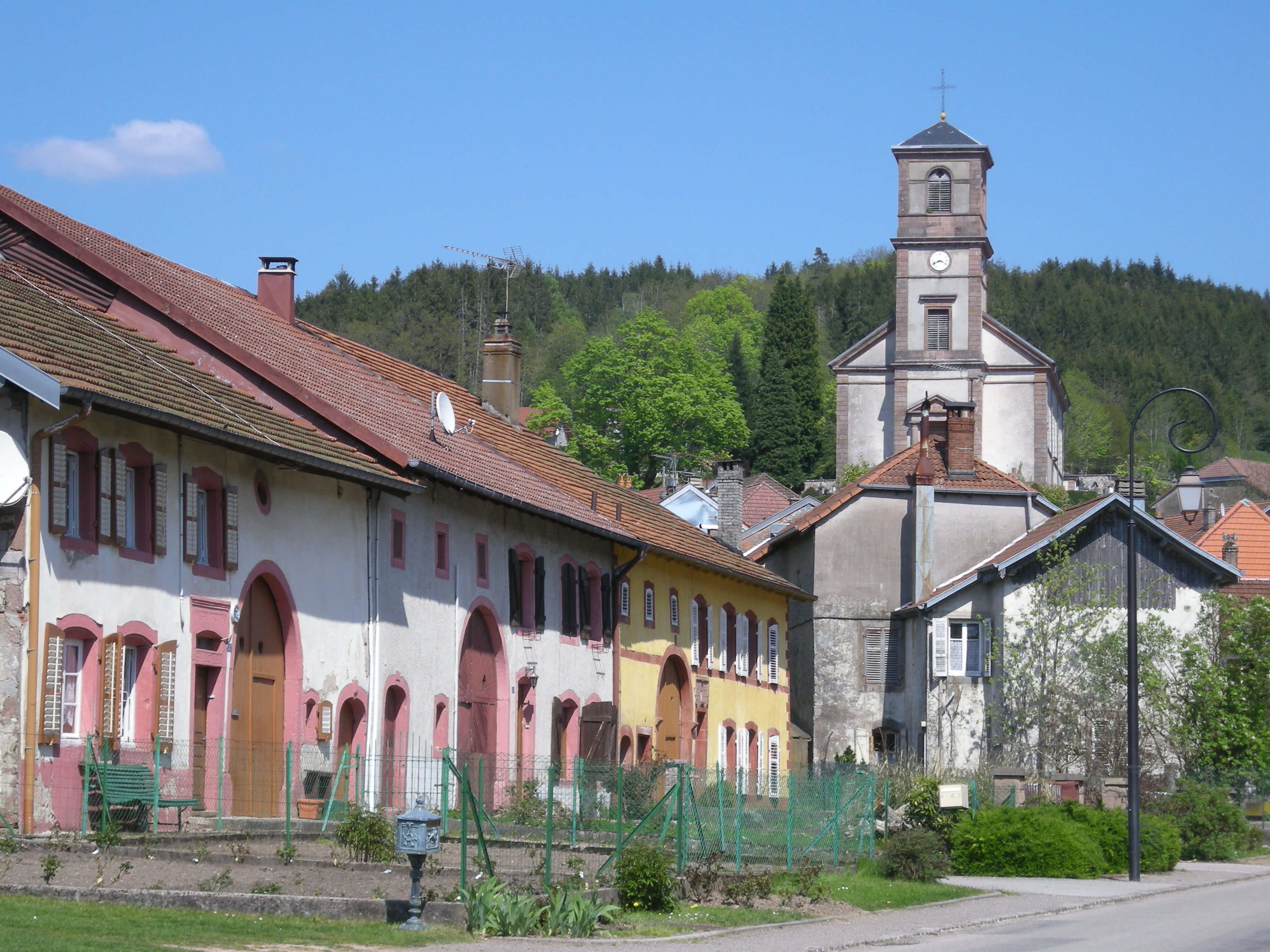
Teilansicht des Dorfes mit der Kirche Saint-Jean-Baptiste
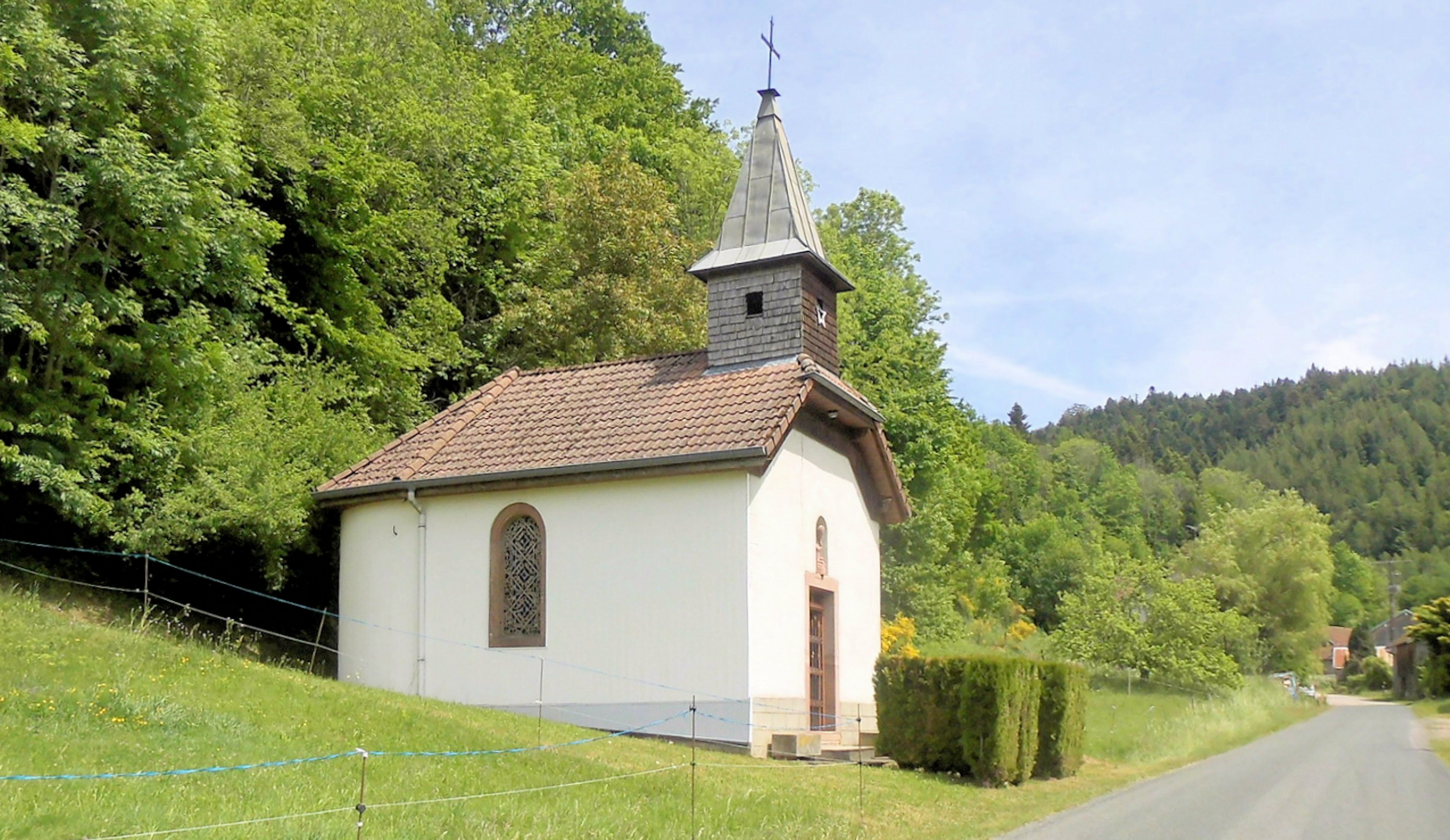
Kapelle Saint-Nicolas
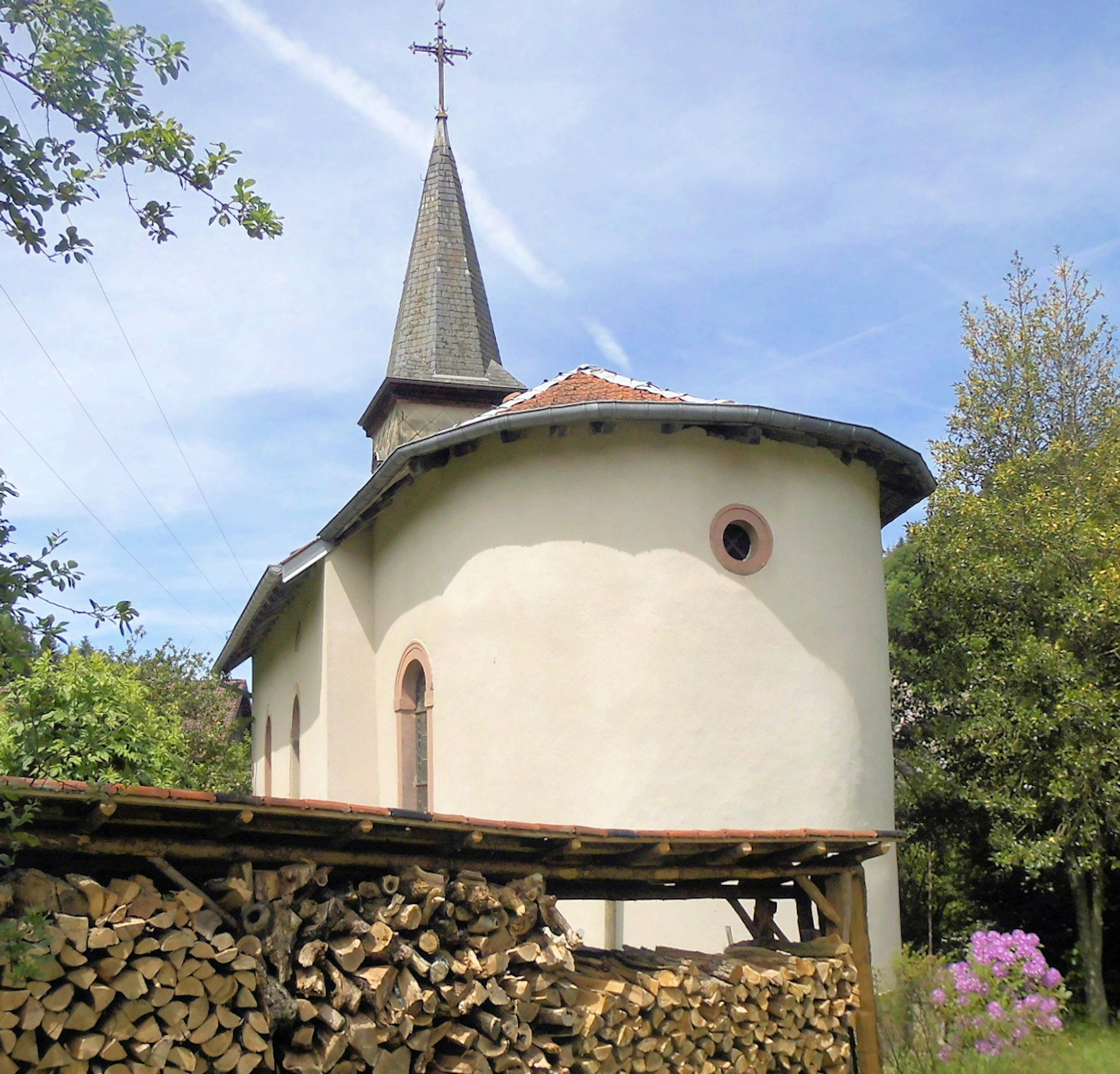
Mariahilf-Kapelle
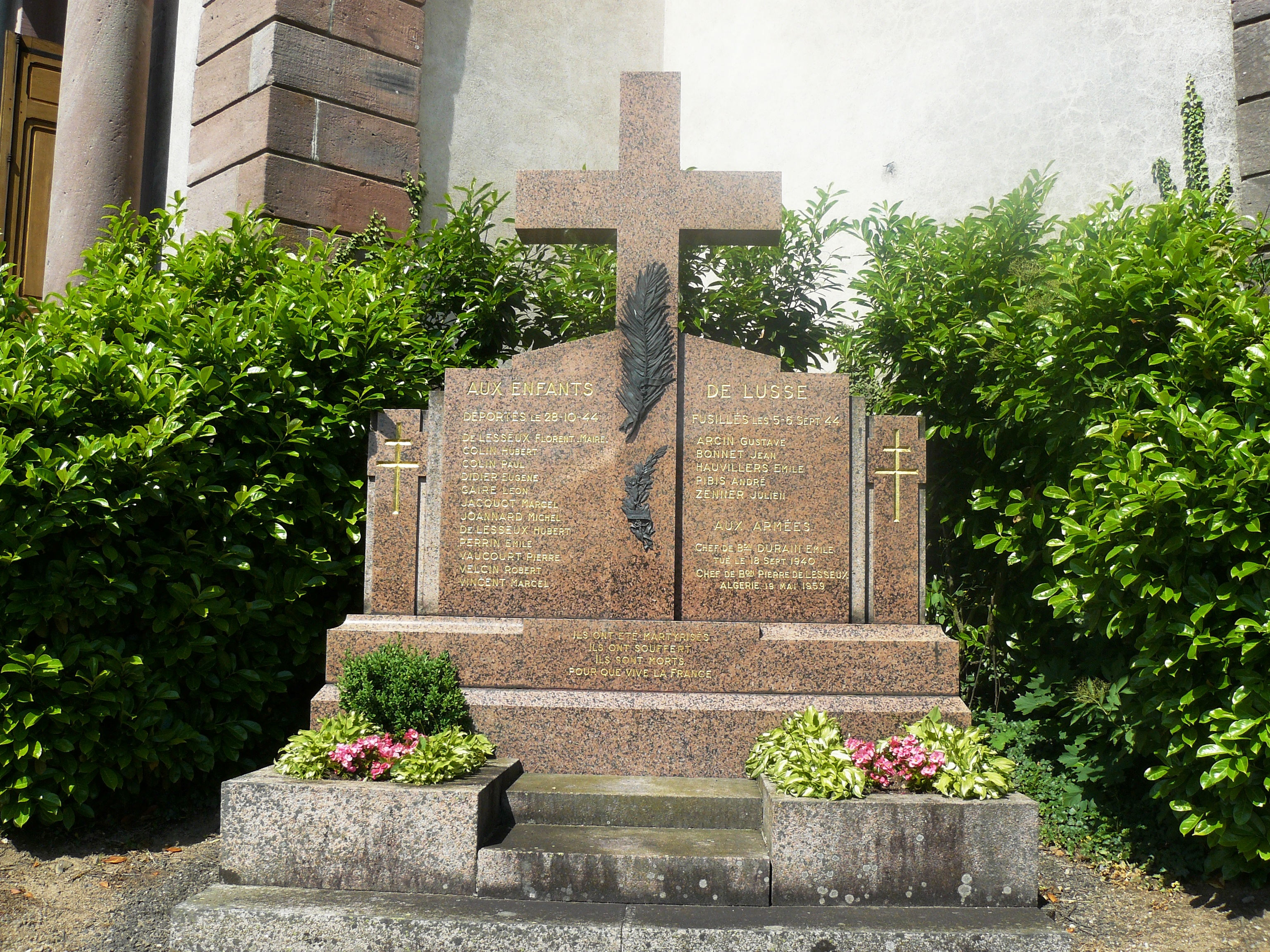
Denkmal für die Gefallenen
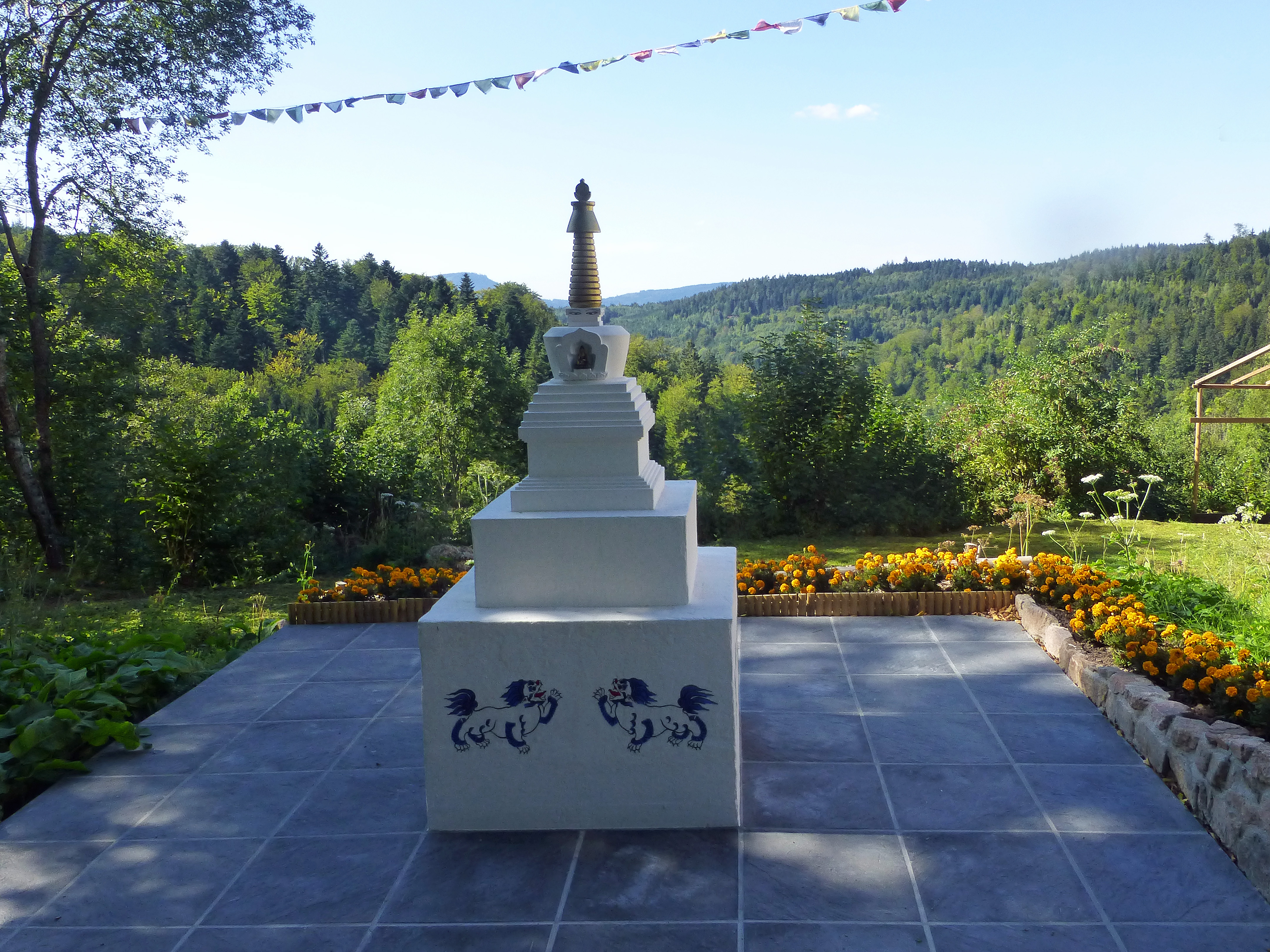
Eine Stupa im Buddhistischen Zentrum
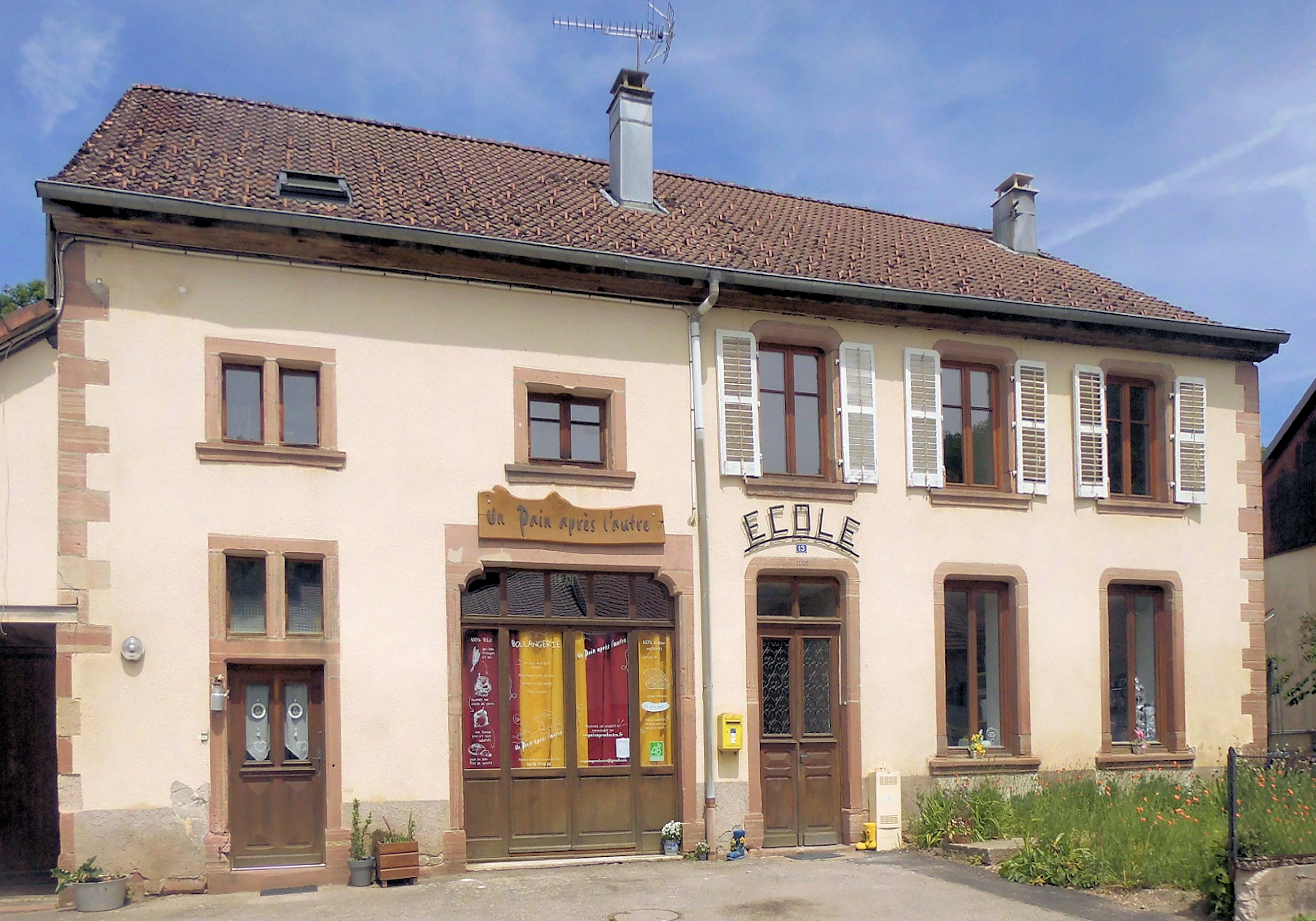
Schule und Bäckerei